# Vladimír Mirka
Vladimír Mirka (14. prosince 1928 – ?) byl český fotbalový trenér.

## Trenérská kariéra
V československé lize trénoval Sklo Union Teplice. V letech 1967–1971 trénoval československou reprezentaci do 18 let, se kterou získal v roce 1968 vůbec první československý titul mistrů Evropy. Později trénoval na klubové úrovni mládežnické týmy a se Spartou získal v sezóně 1986/87 titul mistra Československa v kategorii mladšího dorostu.